# Leónidas Carreño
Leónidas Carreño (La Rioja, 1 de abril de 1863 - Buenos Aires, 22 de noviembre de 1911) fue un médico y político argentino, que ejerció como gobernador de la provincia de La Rioja en dos oportunidades, entre 1895 y 1901.

## Biografía
Se doctoró en medicina en la Universidad de Buenos Aires en 1888, con una tesis sobre Locura de los niños. De regreso a su provincia, ejerció su profesión y fue diputado provincial. Fue nombrado Ministro de Gobierno durante la gobernación de Guillermo San Román.
En las elecciones de 1895 fue candidato a gobernador, en una reñidas elecciones contra el exgobernador Francisco Vicente Bustos, en las que abundaron las irregularidades. Si bien Carreño asumió el gobierno provincial, Bustos solicitó y obtuvo una intervención federal a su provincia, y el interventor se hizo cargo del gobierno tres meses después de su asunción al gobierno. Tras consultar con el presidente José Evaristo Uriburu, el interventor entregó el gobierno a Bustos.
Carreño se retiró a Buenos Aires, donde ejerció como inspector general del Departamento Nacional de Higiene. Con el apoyo del diputado San Román organizó un grupo político capaz de enfrentar al gobernador Bustos, y logró ser elegido diputado nacional en 1898. Con este antecedente se presentó a las elecciones de 1898, siendo elegido gobernador.
Su gobierno fue de reorganización institucional: creó las municipalidades de la capital y de Chilecito, reformó el Código de Procedimientos Civiles y el de Procedimientos en lo Criminal, reordenó la Policía de la provincia y creó la Guardia Nacional, difundió por toda la provincia el Registro Civil, creó una Dirección de Estadísticas y el Consejo de Higiene, y mejoró la administración de impuestos.
Durante su gestión se inauguró el ramal del ferrocarril a Chilecito y se inició la construcción del cablecarril que uniría esa ciudad con la mina La Mejicana. También se inauguró la construcción de la catedral, que reemplazaría a la que había sido destruida en el terremoto de 1894.
En 1901 fue elegido diputado nacional, y organizó —junto a su concuñado, el ministro del Interior Joaquín V. González— el proceso de destitución de su sucesor, Arcadio de la Colina. En 1907 fue elegido senador nacional.
Falleció en Buenos Aires a fines de 1911.